# Pohlia atrothecia
Pohlia atrothecia är en bladmossart som beskrevs av Brotherus 1903. Pohlia atrothecia ingår i släktet nickmossor, och familjen Bryaceae. Inga underarter finns listade i Catalogue of Life.